# River Evenlode
Der River Evenlode ist ein Wasserlauf in Gloucestershire, Oxfordshire, England. Er entsteht südöstlich von Burton-on-the-Hill in Gloucestershire. Er fließt zunächst in östlicher Richtung südlich an Moreton-in-Marsh vorbei, wo er sich südlich des Ortes nach Süden wendet. Östlich von Shipton-under-Wychwood wendet er sich erneut in östlicher Richtung, um am nordwestlichen Ortsrand von Charlbury wieder nach Süden umzuschwenken. Westlich von Combe findet ein erneuter Richtungswechsel nach Osten statt und westlich von Bladon bei der Einmündung des River Glyme kehrt er in eine südliche Richtung zurück. Er mündet südlich von Cassington in die Themse.

## Cassington Cut
Der Cassington Cut oder auch Old Canal ist ein kurzer kanalisierte Abschnitt des River Evenlode nahe dessen Mündung in die Themse. Der Kanal ist nordwestlich des Cassington Mill House mit dem Fluss verbunden. (51° 47′ 11″ N, 1° 21′ 6″ W) Der Kanal verläuft in südöstlicher Richtung bis zu seiner Mündung in die Themse südwestlich der Mündung des anderen Arms des Flusses.(51° 46′ 53″ N, 1° 20′ 34″ W)